# 독일 스피츠
독일 스피츠(영어: German Spitz)는 개 품종의 일종이다. 독일 스피츠는 여러 현대 품종으로 개발되어왔고, 독일 스피츠의 일종 또는 별개의 품종으로 등록되었다. 모든 독일 스피츠 종의 개는 독일 출신의 스피츠 종 개이다. 독일 스피츠는 자이언트 스피츠, 미텔스피츠, 클라인 스피츠 등의 품종으로 나뉘지만, 미국에서는 모두 통틀어 독일 스피츠라고 부른다.

## 독일 스피츠 품종
- 케이스 혼드 늑대 스피츠(Keeshond or Wolfsspitz) - 검정과 늑대같은 회색이 섞였고, 키높이는 43cm에서 55cm이다.
- 자이언트 스피츠(Großspitz, Giant/Large Spitz) - 주로 흰색, 검은색, 갈색으로, 키높이는 42cm에서 50cm이다.
- 미텔 스피츠(Medium/Standard Spitz) - 흰색, 검정, 갈색, 크림, 세이블 등 다양한 색상이 있고, 키높이는 30cm에서 38cm이다.
- 콜라인  미니어쳐 스피츠(Miniature Spitz) - 미텔스피츠와 마찬가지로 다양한 색상이 있다. 키높이는 23cm 29cm이다.
- 쯔베르크  포메라니안  스피츠(Pomeranian) - 오렌지, 세이블, 흰색, 검정, 갈색과 여러 파티색이 있다. 키높이는 18cm에서 22cm이다.